# Cerdanyola Club Hoquei
Le Cerdanyola Club d'Hockey, aussi connu sous le sigle de CH Cerdanyola, est un club de rink hockey de la ville de Cerdanyola del Vallès en Espagne. Il participe à la Ligue Nationale Catalane. 
Le club, fondé en septembre de 1936, est le club doyen en Espagne,.
Lors de la saison 2006-2007 le club parvient à accéder en OK Liga. Pour se préparer au plus haut-niveau le club renouvelle son effectif, avec le recrutement de deux joueurs argentins, Pablo Martín et Lucas Ordóñez. 
Le club ne se maintient pas lors de la saison 2007-2008, et l'équipe est reléguée après avoir terminé à la quatorzième place de la OK Liga. Le club n'a même pas participé à la Coupe d'Espagne qui nécessite de terminer dans les huit premières places à l'issue du premier tour.
Au cours de la saison 2009-2010 l'équipe féminine remporte le championnat et la coupe, tandis que la première équipe masculine renonçait à la compétition pour des motifs économiques. L'équipe masculine descend alors en Nationale Catalane. 
En 2011, pour le 75e anniversaire du club, les joueurs qui avaient disputé la finale de la Coupe de la CERS en 1985 face à Novara se sont retrouvés pour 26 années après pour une rencontre commémorative,,. 

## Les symboles

### La couleur verte
Le maillot du Cerdanyola CH est de couleur verte depuis 1936. La famille de Josep Maria Aloy, un des membres de membres du club, possédait unit un stock d'étoffe de couleur verte qu'elle offre au club. Depuis, le vert est devenu la couleur de l'équipe, qu'avec ses succès a inspiré d'autres club du village.
Cerdanyola a eu quatre blasons depuis sa fondation en 1936. 

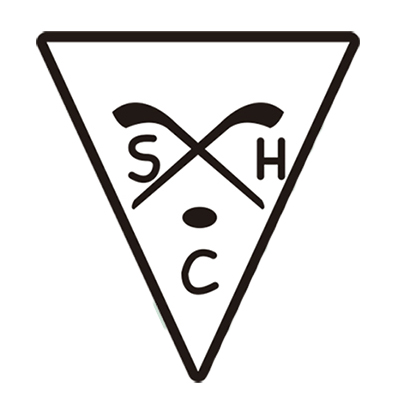
Premier bouclier du Cerdanyola C.H.

## Palmarès
Catégorie masculine

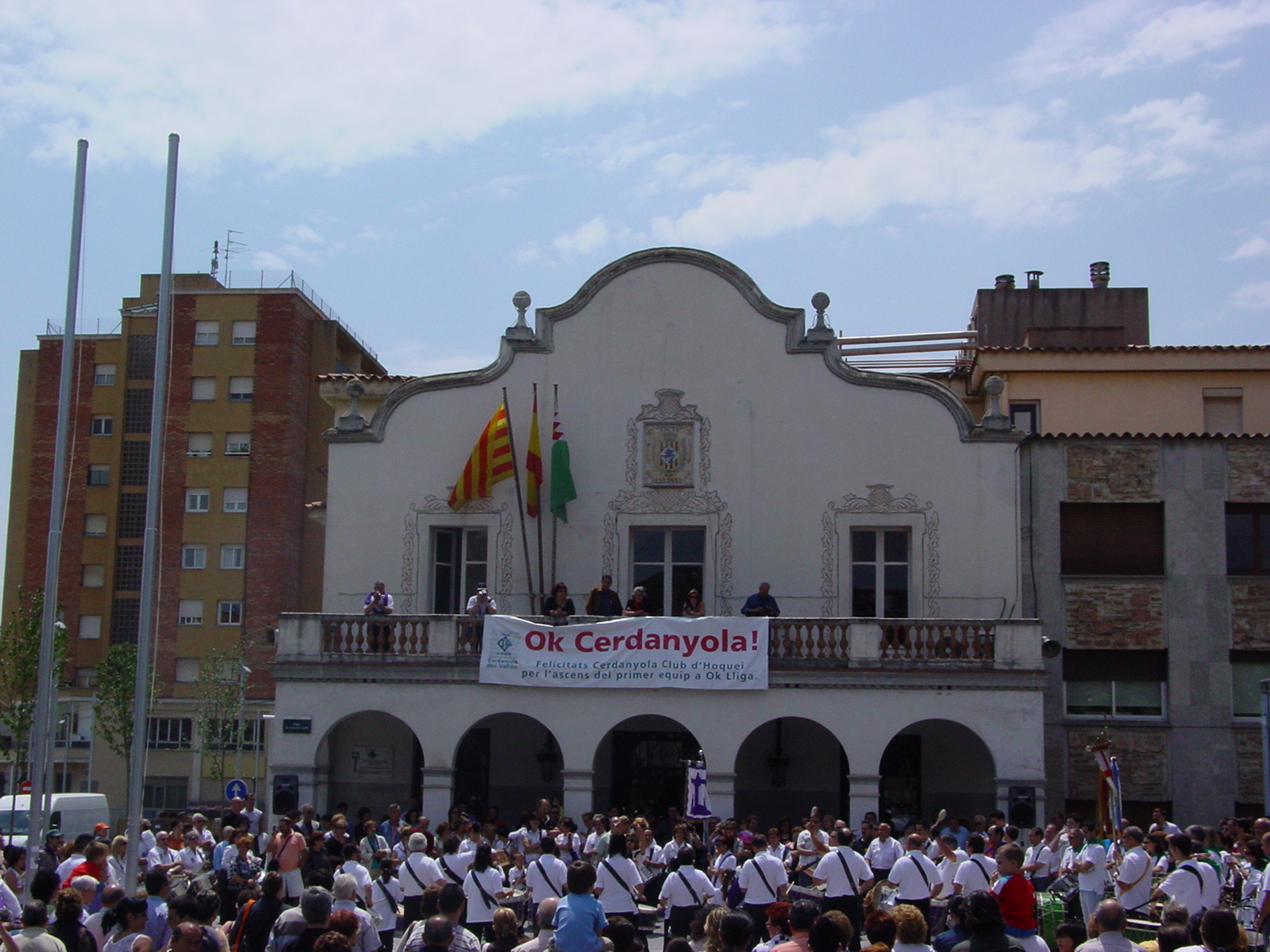
Message de remerciement à la Mairie de Cerdanyola le 2007.

- 1 Coupe de la Ligue de Première Catalane (2013)[7]
- 1 Championnat de Catalogne de 2de Catégorie (1937)
- 1 Championnat de Catalogne (1945)
- 3 Coupes de Catalogne (1979, 1980, 1981)
- Vice-champions du Championnat d'Espagne (1944, 1973)
- Vice-champions de la Coupe de la CERS (1985),

Catégorie féminine
- 2 Coupes de la Ligue Féminine (2008/2009, 2014/2015)[8],[9]
- 1 Coupe Generalitat (2015)[10]
- 1 Supercoupe Catalane (2010)[11]
- 1 Coupe de la Reine (2010)
- 1 OK Ligue féminine (2009/10)

### Source de la traduction
- (ca) Cet article est partiellement ou en totalité issu de l’article de Wikipédia en catalan intitulé « Cerdanyola Club Hoquei » (voir la liste des auteurs).